# Chibi-Robo!
Chibi-Robo! — відеогра у жанрі пригодницького платформеру розробленої Bandai й Skip Ltd. і випущена Nintendo для власної консолі GameCube. Вона вийшла у Японії у 2005 році, у Північній Америці та Європі роком пізніше. На початку задумана як пригодницька point-and-click гра, але була затримана на стадії розробки, доки Шіґеру Міямото, продюсер з Nintendo, не проявив зацікавленість у проєкті та не відновив розробку.
Гравець виступає у ролі однойменного Chibi-Robo, 10-сантиметрового робота у власності сім'ї Сандерсонів. Ігровий процес полягає в пересуванні домівкою та зборі «Балів Щастя» шляхом виконання різноманітних робіт по дому для вирішення проблем Сандерсонів та живих іграшок, які населяють їх дім. Кожна дія витрачає енергію, потребуючи від гравця перезаряджання від розетки.
Chibi-Robo! була тепло прийнята, з похвалами за задум, чарівну історію та аудіодизайн. Проте, деякі механіки ігрового процесу та якість графіки зазнали критики. Продажі Chibi-Robo! були скромні, але було випущено пару сиквелів. Chibi-Robo!: Park Patrol для Nintendo DS вийшла у 2007 році, Okaeri! Chibi-Robo! Happy Richie Ōsōji! випущена у 2009 як японський ексклюзив на ту ж платформу. Для Nintendo 3DS, Chibi-Robo! Photo Finder вийшла в Японії у 2013 та у Північній Америці у 2014, Chibi-Robo! Zip Lash була випущена у 2015. Оригінальна Chibi-Robo! була перевипущена для Wii, як частина серії New Play Control!.

## Сюжет
Дія гри «Чібі-Робо!» відбувається в американському будинку в стилі 1960-х років і розгортається навколо крихітного, високотехнологічного робота-прибиральника з однойменною назвою, подарованого на день народження соціально замкненій восьмирічній Дженні Сандерсон її батьком Джорджем. Це викликає велике занепокоєння матері Дженні, Хелен, домогосподарки, яка постійно відчуває стрес через те, скільки грошей її чоловік витрачає на іграшки, незважаючи на те, що він безробітний; спочатку він працював у компанії з виробництва іграшок під назвою Macroware Robotics Inc. У комплекті з Chibi-Robo є невеликий «Chibi-House» і помічник на ім'я Telly Vision, який говорить від його імені. Кожен з мільйона Chibi-Robo у світі повинен збирати «Щасливі бали», роблячи добрі справи для своїх господарів, і час від часу заряджати свої батареї від електричних розеток.